# 杭州中维歌德大酒店

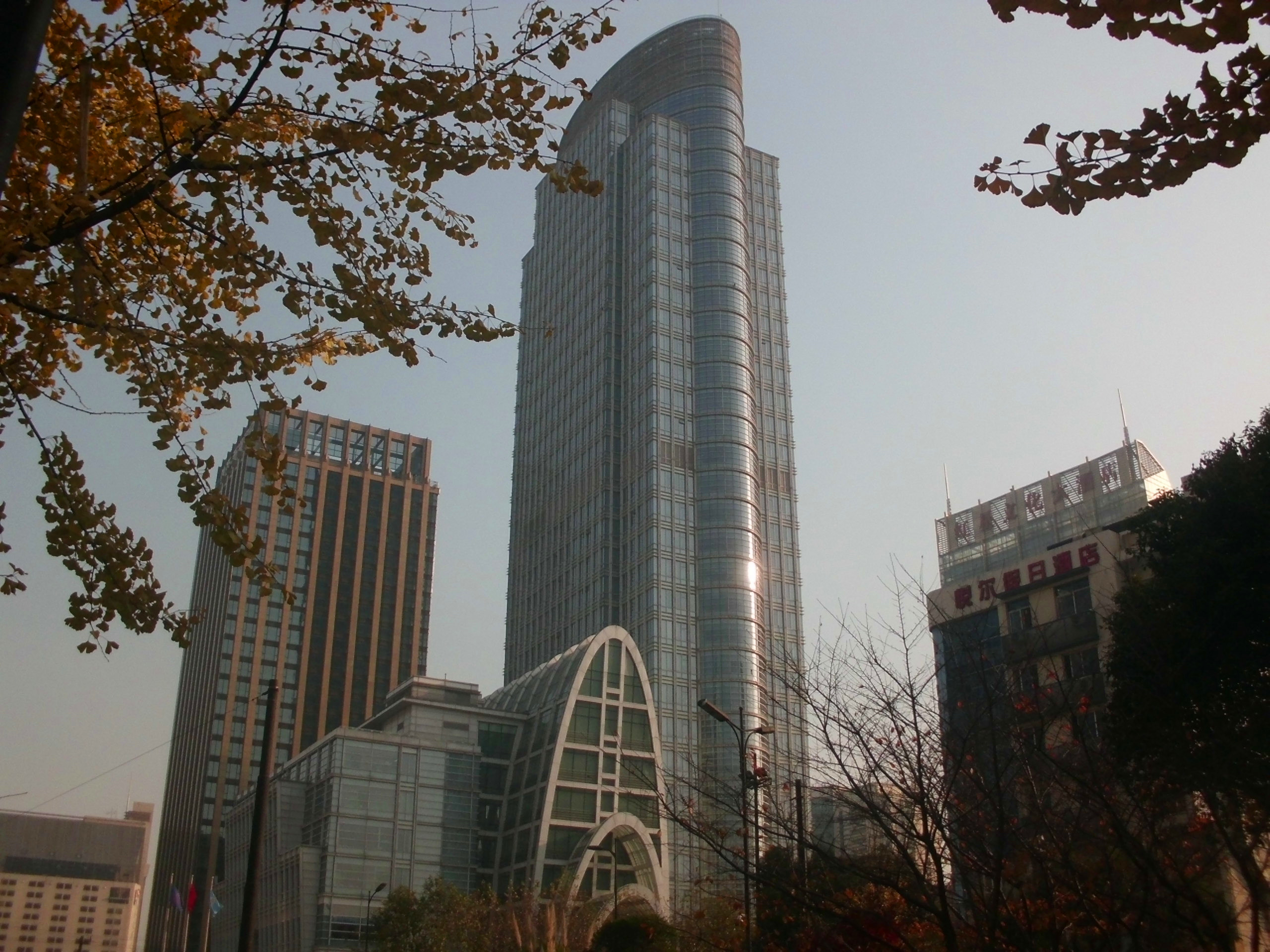
酒店大楼

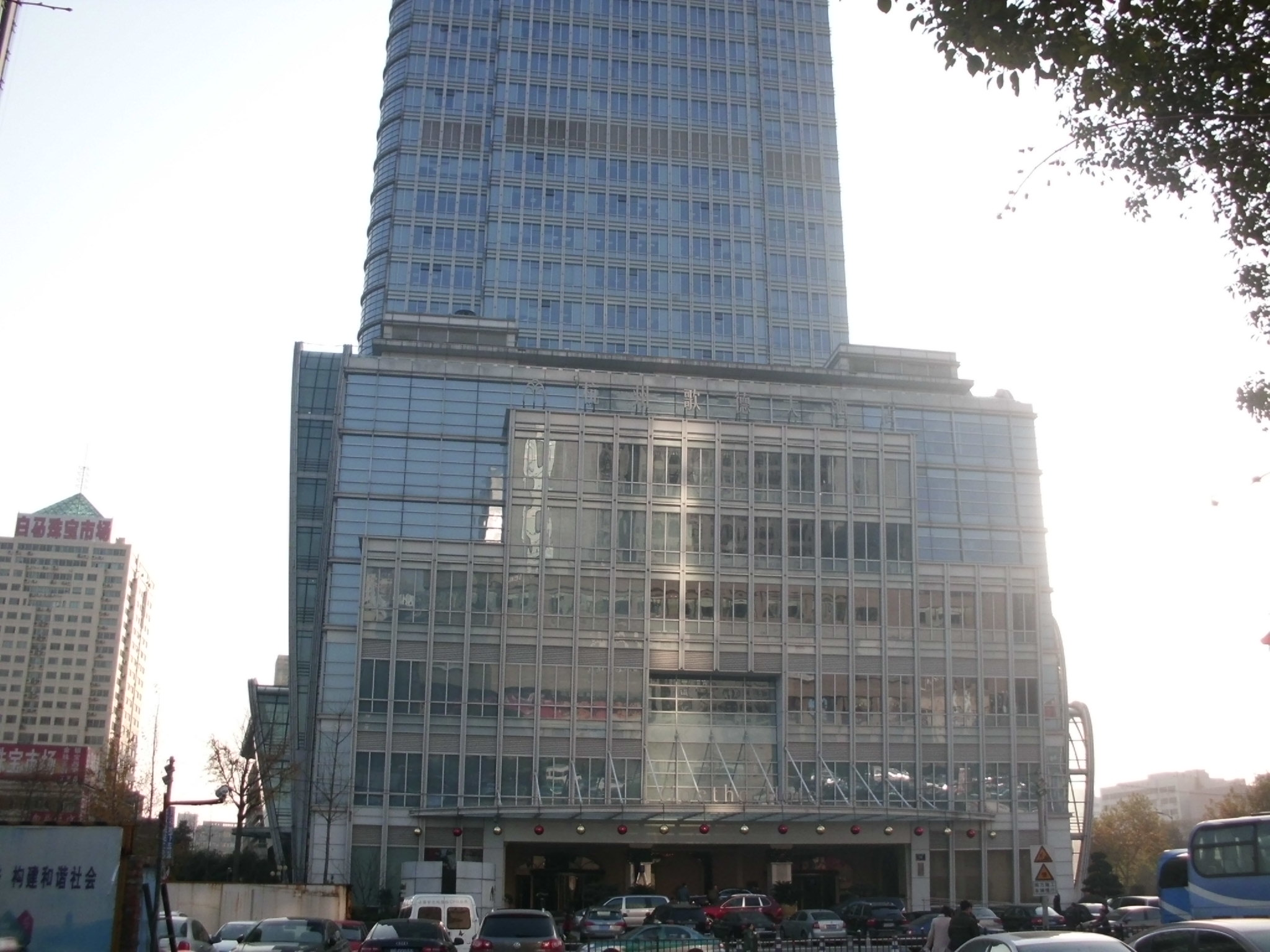
酒店下部

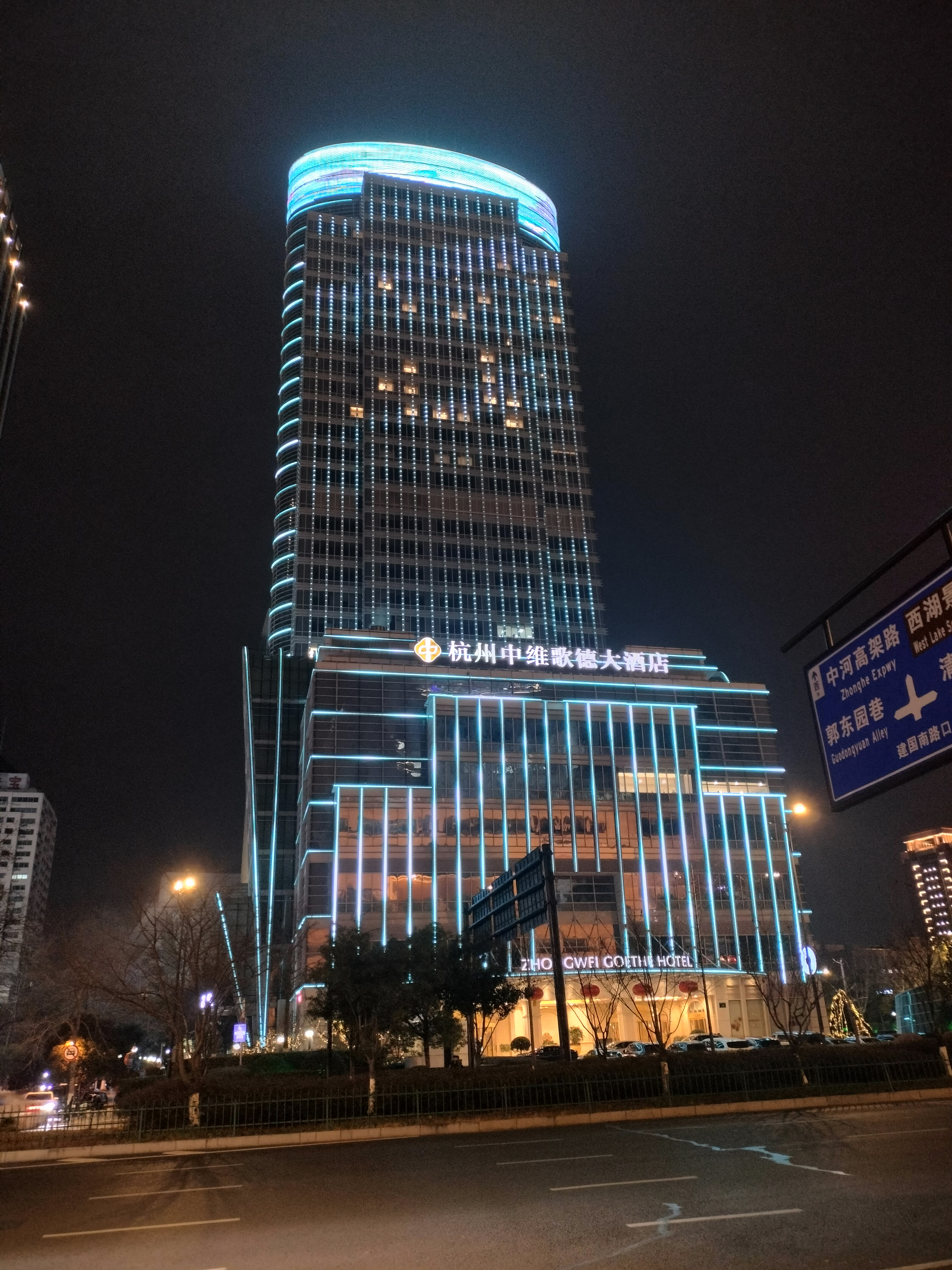
夜景

杭州中维歌德大酒店原名杭州歌德大酒店（Hangzhou Goethe Hotel）位于杭州市西湖大道19号（西湖大道和建国南路口），杭州火车站附近。2007年9月开业，是五星级豪华商务酒店。酒店属于中维酒店集团（隶属于中国烟草）旗下，后来更名为杭州中维歌德大酒店。

## 简介
酒店大楼共37层高150米，曾是杭州市区最高的酒店，并且是杭州唯一拥有直升机屋顶停机坪的酒店。共有196间（套）客房，标间面积40平米。所有客房位于19至33层，拥有两个中餐厅、一个法式餐厅和一个中西自助餐厅。
距西湖3分钟车程，距萧山国际机场30公里。